# Old and Wise
Old and Wise è un brano musicale del gruppo musicale britannico The Alan Parsons Project pubblicato nel 1982 e tratto dall'album Eye in the Sky.
La canzone raggiunse la posizione 21 della Billboard AC negli US nei primi mesi del 1983 e la numero 74 nel Regno Unito: primo singolo di APP nella patria del gruppo.

## Voce
La voce che interpreta il brano è quella dell'ex vocalist degli Zombies, Colin Blunstone. Blunstone fece diverse collaborazioni con il The Alan Parsons Project, ma "Old and Wise" fu l'unico brano con voce solista in un singolo. Blunstone nel 2003 riregistrò il brano nel suo album doppio "Best Of".

## Cover e campionamenti
- Herman van Veen nel 1992 nell'album You Take My Breath Away (Herman van Veen sings Pop Classics)
- Viktoria Tolstoy nel 2006, nell'album Pictures Of Me
- Kendrick Lamar ha campionato il brano nella traccia "Keisha's Song (Her Pain)", presente nell'album Section.80
- B.o.B ha campionato il brano nella traccia "Campaign", presente nel suo mixtape Fuck Em We Ball
- Pryda ha usato dei campionamenti vocali di "Old and Wise" in "Shadows", traccia presente nell'album Eric Prydz Presents Pryda
- I The Zimmers hanno realizzato una cover nel 2008,con la voce di Peter Oakley.
- Fat Jon ha campionato il brano in "Everywhere", traccia dell'album "Lightweight Heavy".
- Styles P ha campionato il brano nella sua canzone "Shadows".